# Herculis 2016
Meeting Herculis 2016 byl lehkoatletický mítink, který se konal 15. července 2016 v Monaku. Byl součástí série mítinků Diamantová liga.

## Výsledky
- Archiv výsledků zde [1]

### Muži
| Disciplína             | 1. místo                  | 2. místo                    | 3. místo                      |
| Běh na 200 m           | Alonso Edward 20,10       | Christophe Lemaitre 20,24   | Churandy Martina 20,29        |
| Běh na 400 m           | Wayde van Niekerk 44,12   | Machel Cedenio 44,34        | Bralon Taplin 44,38           |
| Běh na 800 m           | Alfred Kipketer 1:44,47   | Adam Kszczot 1:44,49        | Marcin Lewandowski 1:44,59    |
| Běh na 1500 m          | Ronald Kwemoi 3:30,49     | Elijah Manangoi 3:31,19     | Taoufik Makhloufi 3:31,35     |
| Běh na 110 m překážek  | Orlando Ortega 13,04      | Dimitri Bascou 13,12        | Pascal Martinot-Lagarde 13,17 |
| Běh na 3000 m překážek | Conseslus Kipruto 8:08,11 | Paul Kipsiele Koech 8:08,32 | Barnabas Kipyego 8:09,13      |
| Skok vysoký            | Gianmarco Tamberi 239 cm  | Bohdan Bondarenko 237 cm    | Majed El Dein Ghazal 234 cm   |
| Skok do dálky          | Damar Forbes 823 cm       | Fabrice Lapierre 821 cm     | Gao Xinglong 800 cm           |
| Hod diskem             | Piotr Małachowski 65,57 m | Daniel Ståhl 62,87 m        | Mauricio Ortega 62,27 m       |

### Ženy
| Disciplína            | 1. místo                       | 2. místo                            | 3. místo                       |
| Běh na 100 m          | Dafne Schippersová 10,94       | Veronica Campbellová-Brownová 11,12 | Carina Horn 11,14              |
| Běh na 800 m          | Caster Semenyaová 1:55,33      | Francine Niyonsabaová 1:56,24       | Eunice Jepkoech Sumová 1:57,47 |
| Běh na 3000 m         | Hellen Obiriová 8:24,27        | Mercy Cherono 8:27,25               | Janet Kisa 8:28,33             |
| Běh na 400 m překážek | Eilidh Doyleová 54,09          | Cassandra Tate 54,63                | Sara Petersenová 54,81         |
| Skok o tyči           | Katerina Stefanidiová 481 cm   | Yarisley Silvaová 471 cm            | Fabiana Murerová 465 cm        |
| Trojskok              | Caterine Ibargüenová 14,96 m   | Yulimar Rojasová 14,64 m            | Kimberly Williams 14,47 m      |
| Vrh koulí             | Valerie Adamsová 20,05 m       | Christina Schwanitzová 19,81 m      | Michelle Carterová 19,58 m     |
| Hod oštěpem           | Taccjana Chaladovičová 65,62 m | Kathryn Mitchell 63,80 m            | Barbora Špotáková 63,34 m      |